# Glomerilla subtilis
Glomerilla subtilis — вид грибів, що належить до монотипового роду  Glomerilla.